# 1907 Rudneva
Az 1907 Rudneva (ideiglenes jelöléssel 1972 RC2) a Naprendszer kisbolygóövében található aszteroida. Nyikolaj Csernih fedezte fel 1972. szeptember 11-én.